# Oxyrhynchus

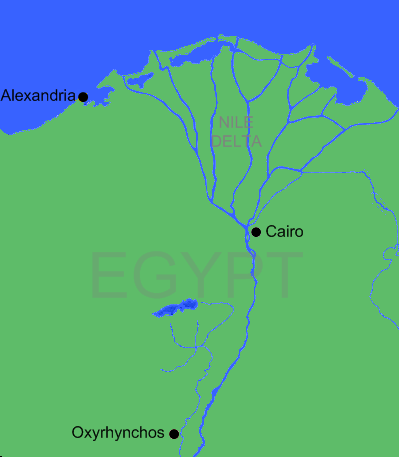
Oxyrhynchus

Oxyrhynchus (grekiska Ὀξύρρυγχος, idag: el-Behnesa), ett område i Övre Egypten cirka 160 km syd-sydväst om Kairo i guvernementet Al Minya och ca 11 km nordväst om Bani Masar och platsen för en forntida stad.
Oxyrhynchus var huvudstad i ett egyptiskt distrikt och en huvudstation på en av handelsvägarna från Nildalen till oaserna i Libyska öknen. Den hade sin främsta blomstring under grekisk-romersk tid och blev efter kristendomens genombrott en av Egyptens kyrkliga medelpunkter. Oxyrhynchus hade tolv kyrkor, kring vilka flera kloster växte fram. Enligt en uppgift skall det under 400-talet ha funnits 10 000 munkar och 12 000 nunnor i Oxyrhynchus stift. Även efter arabernas erövring av Egypten förblev staden ett betydande centrum. Vid mitten av 1200-talet började tillbakagången, och Oxyrhynchus förföll snart helt.
Arkeologiska utgrävningar har kontinuerligt pågått i området sedan slutet av 1800-talet. Stora mängder papyrus från hellenistisk och romersk tid, de så kallade "Oxyrhynchus papyri" har återfunnits här. Bland papyrusfynden kan nämnas ett satyrspel av Sofokles, lyrik av bl.a. Sapfo och Alkman, komedier av Menander, apokryfiska evangelier och Jesusord, Logia Jesou. Dessutom har en stor mängd brev och dokument från ptolemeisk och romersk tid hittats. 

## Etymologi
Orten namngavs efter en av Nilens fiskar som var en central figur i egyptisk mytologi eftersom den åt den mäktiga gudomen Osiris könsorgan. Det är inte känt exakt viken fiskart det är men mormyriden är en medelstor färskvattenfisk som förekommer i olika konstverk. Vissa mormyridarter har utmärkande nedåtsvängda trynen vilket gör att de ibland kallas elefantnäsor.